# Ustiprača
Ustiprača (cyr. Устипрача) – wieś w Bośni i Hercegowinie, w Republice Serbskiej, w gminie Novo Goražde. W 2013 roku liczyła 259 mieszkańców.